# Fujitsu Technology Solutions
Fujitsu Technology Solutions è una sussidiaria interamente di proprietà di Fujitsu Limited. L'azienda è stata fondata nel 2009, dopo che Fujitsu ha comprato la quota del 50% di Fujitsu Siemens Computers appartenente a Siemens.
L'offerta di Fujitsu Technology Solutions spazia dai computer palmari, attraverso il desktop, per arrivare alla classe enterprise con le soluzioni di infrastruttura e servizi.
Fujitsu Technology Solutions è presente in vari mercati chiave: Europa, Medio Oriente e l'Africa sotto il marchio Fujitsu, con la divisione servizi estendere la copertura fino a 170 paesi in tutto il mondo.